# Paseo Ahumada
El paseo Ahumada es una calle de uso peatonal enclavada en la zona céntrica de Santiago de Chile. Ubicada entre la plaza de Armas y la Avenida del Libertador General Bernardo O'Higgins (Alameda) en sentido norte a sur, es la vía con el mayor flujo peatonal en Chile alcanzando un tránsito en promedio de dos millones de personas a diario. Asimismo, los edificios aledaños cuentan con los precios más altos de América Latina. En octubre de 2018 se batió el récord con la venta de un inmueble en el paseo que alcanzó un valor de ocho millones de dólares aproximadamente, el mayor en la historia de ese país.
Inicialmente concebido como una calle de tránsito vehicular, el paseo fue reconvertido a finales de la década de 1970 entre medio de varios hitos como la inauguración del Metro de Santiago. Las obras fueron presentadas por primera vez a la comunidad el 22 de noviembre de 1977. En 1994 se realizó una remodelación por completo que incluyó la instalación de un nuevo piso y mobiliario utilizando los colores blanco y vino. En 2018, se inició un nuevo proceso de remodelación con el fin de modernizarlo. También se busca introducir la instalación de pantallas interactivas, internet gratuito y un nuevo diseño de iluminación.
Los medios de comunicación locales como TVN califican al paseo Ahumada como la calle más famosa de Chile. Esto, por su aparición en innumerables programas de televisión, largometrajes y otros. Además, en este paseo se encuentran las principales tiendas por departamento del país, sucursales de bancos y otros negocios. En sus dos extremidades se encuentran las estaciones Universidad de Chile y Plaza de Armas del Metro de Santiago. De esta forma, también fue conocido como una zona con altos índices delictuales a principios de la década de 2000. Esto se contrarrestó al pasar los años con mayor seguridad en el lugar.

## Historia

### Orígenes
El trazado de esta calle seguía al Cápac Ñan o camino del inca principal. De acuerdo a las últimas investigaciones, esta vía formaba parte de un complejo sistema vial en el valle de Mapocho. Los caminos ancestrales que se mencionan en los estudios de Stehberg y de Gonzalo Sotomayor Cabeza, correspondientes a los que siguen y que los españoles adoptaron después. Pedro de Valdivia habría basado su ciudad sobre una ciudad preexistente incaica.

Habría existido un centro urbano Tawantinsuyu, bajo el casco antiguo de la ciudad de Santiago, desde el cual salían caminos incaicos en distintas direcciones y cuya base de sustentación fue la hidroagricultura y la minería de oro y plata",..... "la infraestructura de esta instalación habría sido aprovechada por (el conquistador español) Pedro de Valdivia para fundar la ciudad de Santiago.
Rubén Stehberg

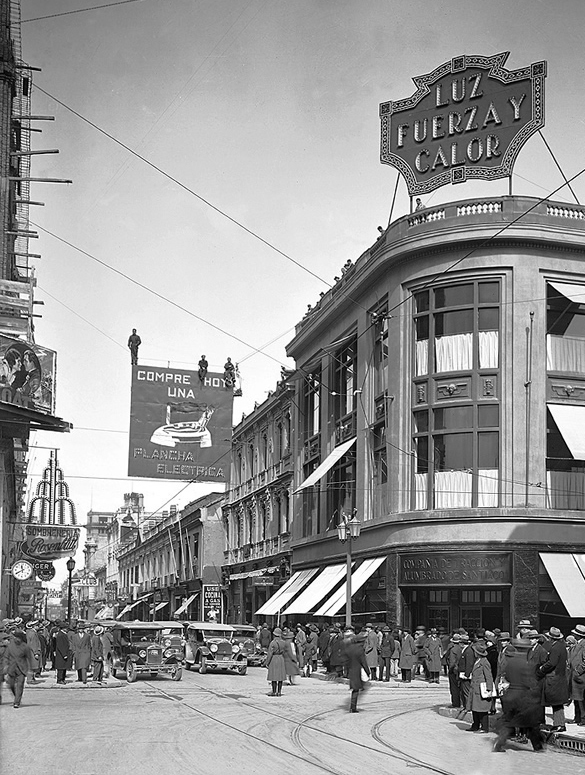
Vista de la calle Ahumada con Compañía, en 1929. Se observa a la derecha en la esquina el Palacio de la Luz.

Desde la fundación de la ciudad de Santiago, el callejón que unía la plaza Mayor con la cañada de San Francisco fue conocido como la cuadra de los Ahumada, por tener allí su residencia el regidor Juan de Ahumada. De esta forma es la única calle que mantiene desde su origen el nombre de uno de los conquistadores españoles. Las principales casas comerciales de la ciudad progresivamente se instalaron en ella. Así como también los principales cafés y lugares de encuentro de la sociedad de la época. Este callejón seguía el trazado del Camino del Inca, que pasaba por el centro del Santiago colonial y se continuaba con el eje Arturo Prat y Gran Avenida hacia el sur.

### Reconversión
Los arquitectos municipales, en especial los relacionados con el área urbana tenían en gestación un proyecto para mejorar el Santiago central. Este consistía en crear una trama peatonal articulada por la cruz de calle Huérfanos con Ahumada y extendida a través de los peculiares y muy santiaguinos pasajes interiores de las manzanas. Fue el primer paso del alcalde Patricio Mekis para recuperar Santiago que, hacia 1975, estaba siendo sustituido por Providencia. Se planteó comenzar por Ahumada. Además de adoquinarse, recibiría escaños, fuentes de agua, quioscos regularizados para diarios y flores, jardineras y algunos árboles. El alcalde encontró en un principio gran oposición de los vecinos hacia el proyecto, dado que estos pensaban que el público dejaría de ir al barrio cívico; no obstante, ocurrió lo contrario. Cuando se inauguró el paseo comenzó el retorno al centro y aumentó la plusvalía de las propiedades aledañas.

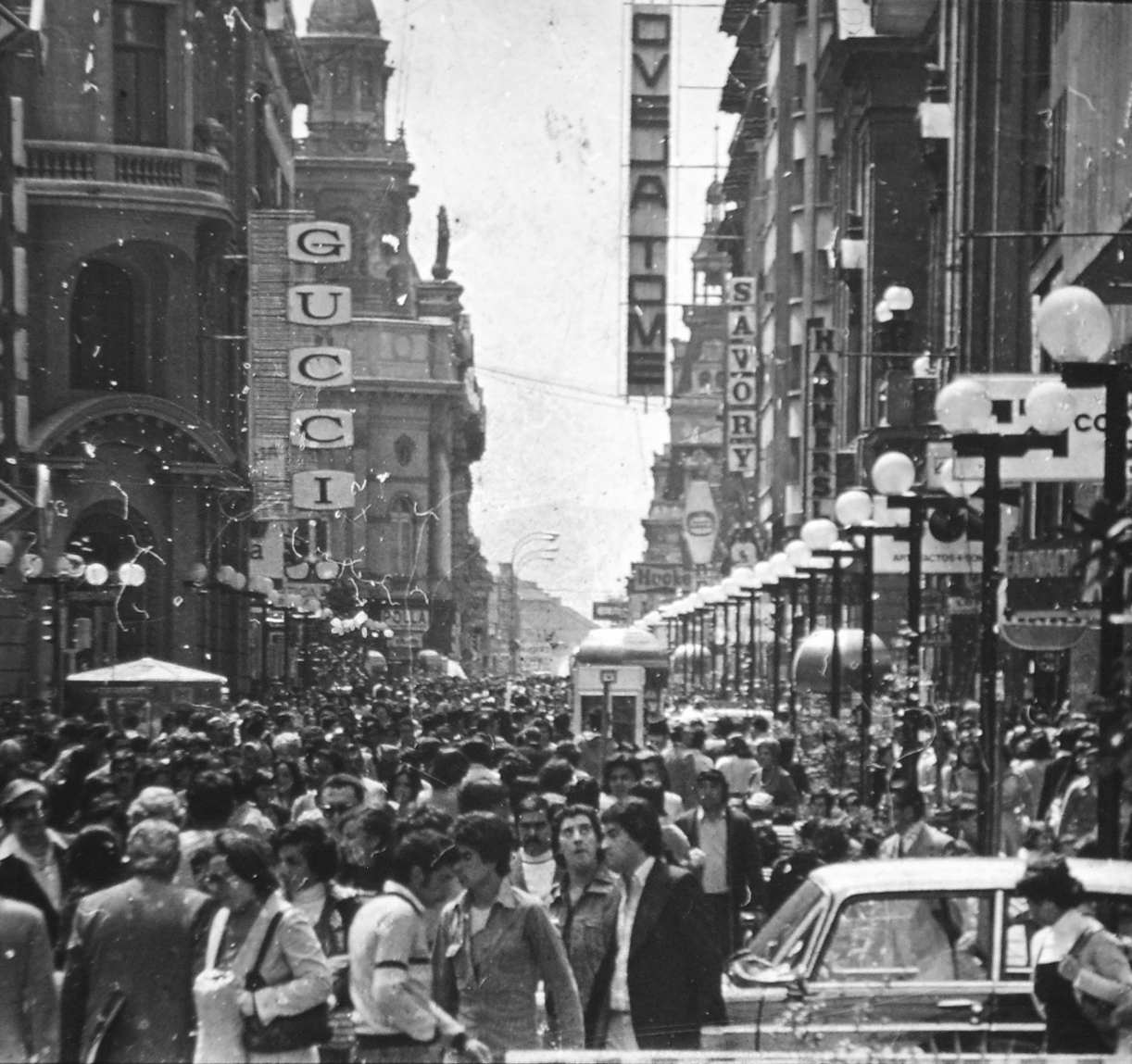
Paseo Ahumada en 1977.

La creación del paseo Ahumada sentó un precedente para la instauración de paseos en la zona. El proyecto urbano general, obra del director de Obras Municipales, Carlos Aliaga, y de Álvaro Guridi, incorporó a Luis Sandoval al diseño del mismo, el que, además del equipamiento señalado, se organizó en un circuito central-ancho, para uso ocasional de vehículos de servicios y emergencia- y dos laterales de avance más lento, para vitrinear. Los pavimentos, de adoquines y hormigón, se entrabaron y enriquecieron con piedrecilla rubia de Isla Negra, marcando con ellos las plazoletas, accesos y esquinas, y se eliminó el desnivel entre acera y calzada para destacar el peatón como protagonista. Como elemento simbólico, la entrega del sector al caminante, se ubicaron fuentes de agua en puntos estratégicos.
El 1 de febrero de 1977 durante la dictadura de Augusto Pinochet se iniciaron las primeras obras de construcción del paseo Ahumada, que fueron concluidas el 22 de noviembre del mismo año. En enero de 1978 finalizaron los trabajos en las otras 3 cuadras aledañas y se instaló un juego de aguas danzantes en la intersección con la Alameda. Asimismo, se creó un nuevo acceso a la estación Universidad de Chile de la línea 1 del metro que fue inaugurada el 31 de marzo de 1977.

### Remodelación
En 1994 se realizó su primera remodelación durante la alcaldía de Jaime Ravinet. En 2010, el paseo Ahumada contaba con 91 asientos, 316 farolas, 20 quioscos, 114 árboles y 10 puestos de venta de maní.